# 全裸水泳

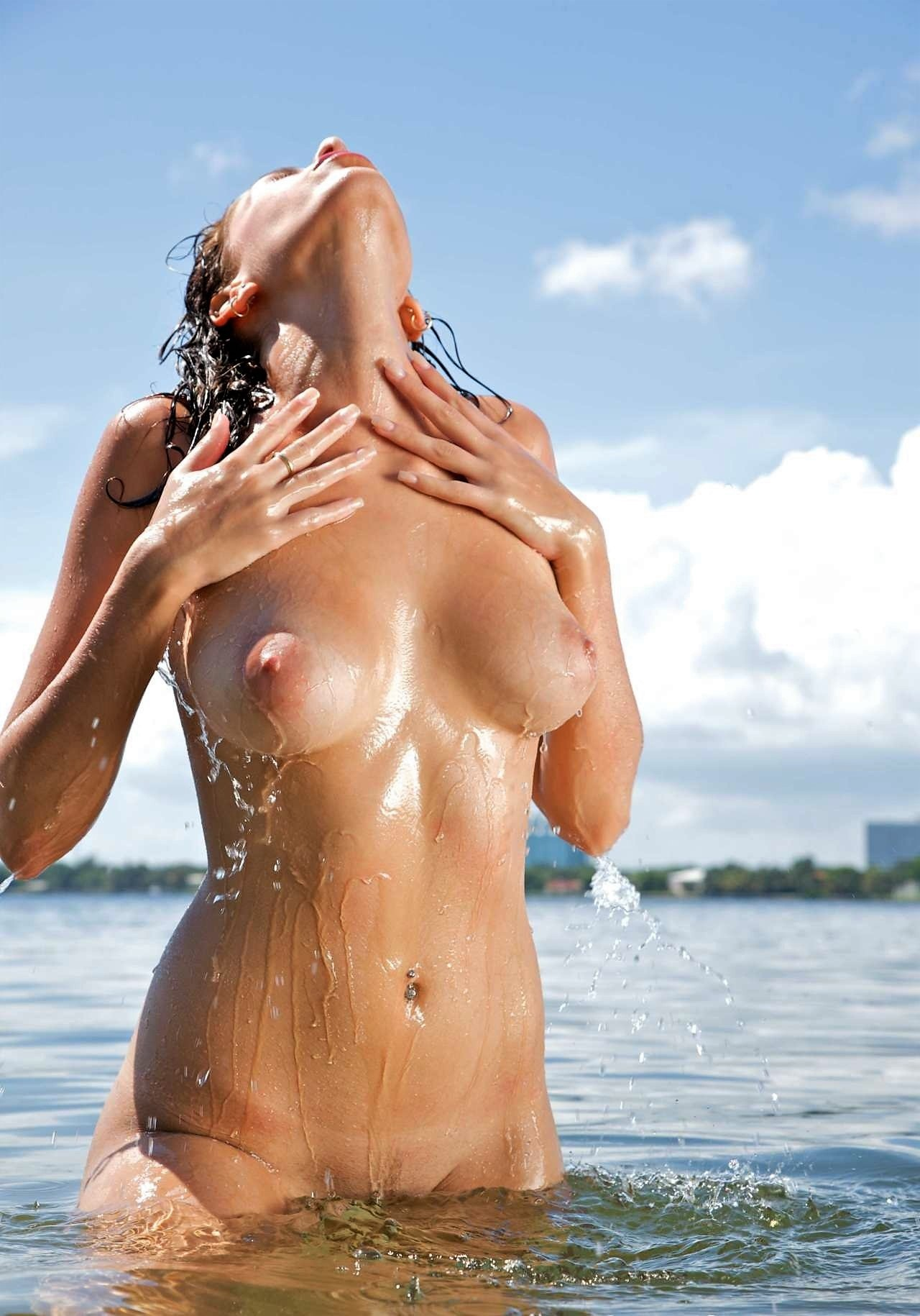
海でスキニー・ディップ中の女性

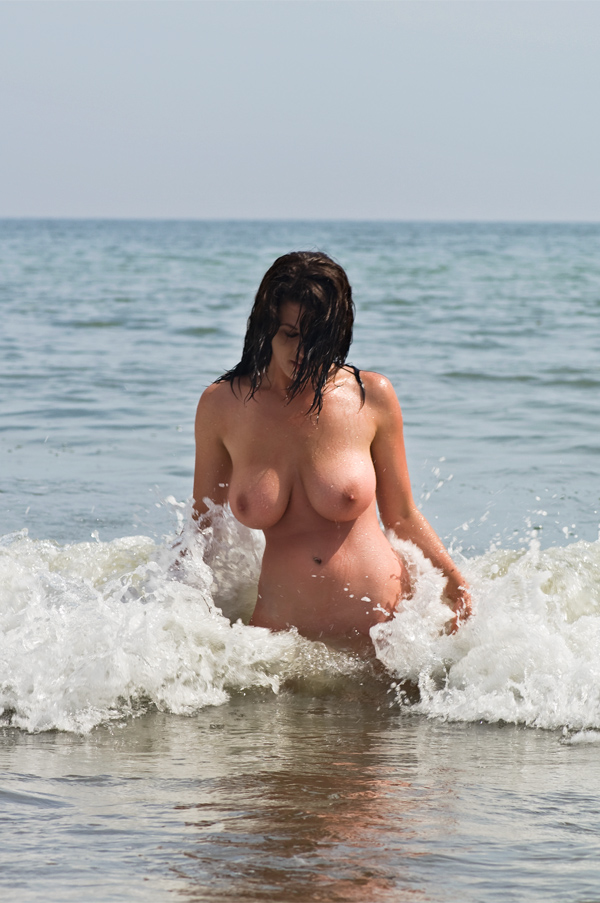
上半身裸・乳房を出した状態で（スキニー・ディップ）中の女性

全裸水泳（ぜんらすいえい、英：nude swimming）とは、自然水域やプールなどで水着を着用せずに裸のままで泳ぐ行為（水泳）のこと。スキニー・ディップ (skinny dip) とは、ヌーディズム思想が背景になって生まれた言葉である。スキニー・ダイビング (skinny diving) とも呼ばれる。

## スキニー・ディップ

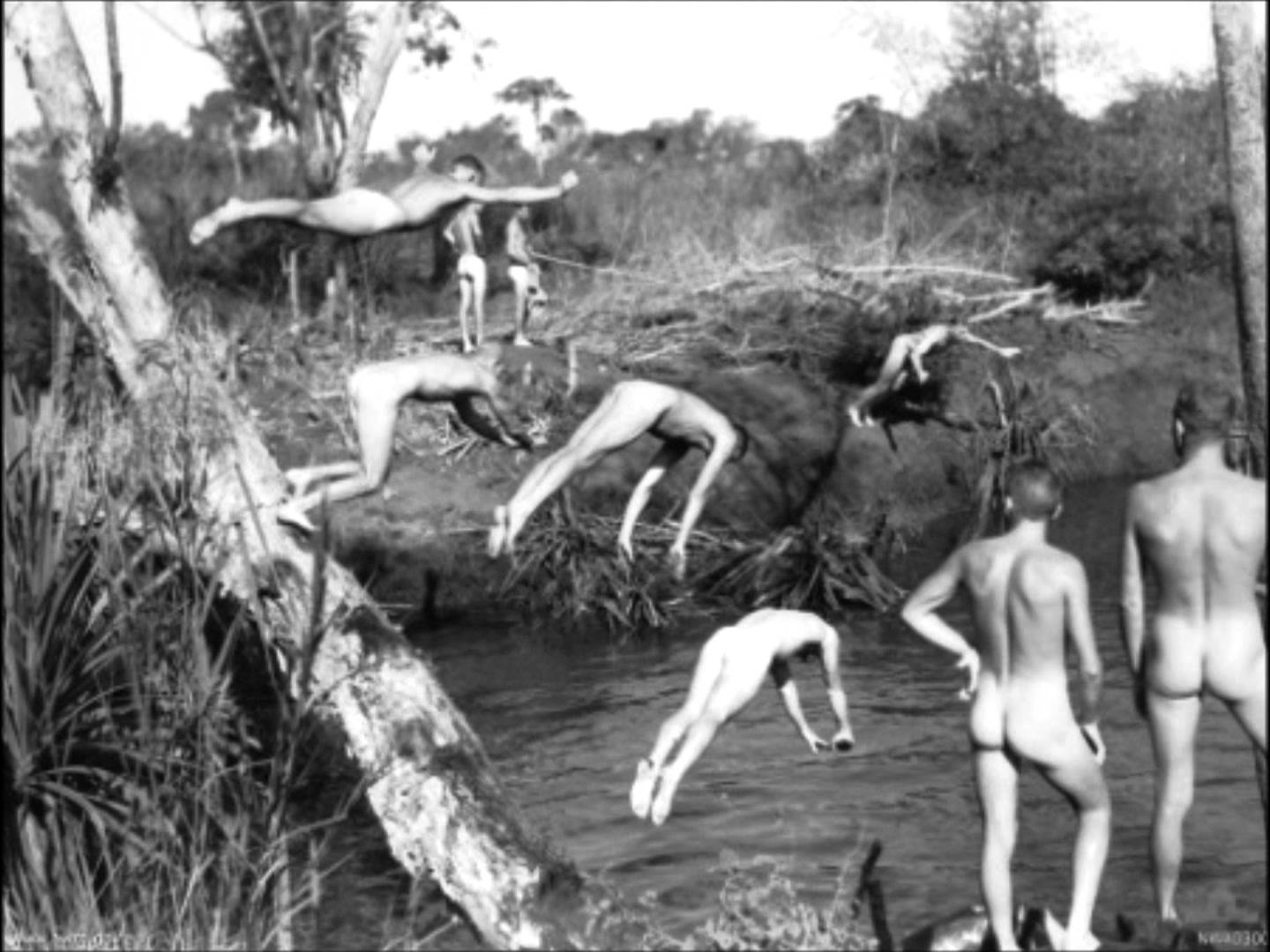
全裸で川にダイビングするオーストラリア空軍兵士たち （1943年）

この用語は、裸で水中で泳ぐことを表す言葉として用いられる。風呂や温泉、プール、サウナ風呂に裸のまま入ることを意味する場合もある。この言葉が水着を身に着けて入ることになっている風呂や温泉に浸かる行為（多くは暗闇の中で行われる）を意味して用いられる場合、より悪ふざけ的な意味合いを帯びる。「スキニー」が「生身のまま」を、「ディップ」が「元気よく水に飛び込む」ことを意味する。

## 歴史
過去においては水着が考案されていなかったため、全裸水泳が唯一の水泳法であった。西洋世界においても、全裸水泳はごく一般的な行為であった。特に、池、川の深みや入り江などで泳ぐ子どもたちにとって、全裸水泳は当たり前の行為であった。当時、水着は羊毛で織られており、その扱いには十分な注意が必要であり、それほど実用的なものではなかった。水着がより実用的になった現在でも、あまり見知らぬ人が訪れず、他人の見られる恐れの無い田舎などでは、プライベートゾーンを丸出しにした全裸水泳はごく一般的な行為である。そのような場所でも法律などにより、その行為が非道徳的であると見なされ、禁じられていることもあるが、徐々に少なくなってきている。
アメリカ合衆国では、様々な地域で独自の服装規定が制定されている。公共の場で裸になる事に関して、合衆国政府による規制は無い。サンフランシスコのベーカービーチのように、連邦公園の中にヌーディストビーチがある場合もある。競合管轄 (concurrent jurisdiction) と呼ばれる規定により、連邦公園の監視員が州や地域の決まりを施行したり、所轄当局に通報することができる。YMCAが1960年代に女性の入学を認めるまでは、プールにおいて水着を着用することは禁止されていた。また高校の水泳授業においても、同じような方針が採られることもあった。それは水着の清潔さを保つことが、現実的には難しいことが理由であった。誰もがみな平等に「生まれたままの姿」であり、それが閉じられた室内で行われる以上、同じ性別の者の裸を目にすることは奇妙なことではなく、性的な色合いも帯びていないと認識されていた。現在、全裸の状態で入場を義務付けている男性専用プールがある。

## ギネス世界記録の開催

### 歴史
これまでに世界各地でスキニー・ディップのギネス世界記録が多く開催されてきた。
2011年6月、イギリス・ガウアー半島にあるロッシリビーチでスキニー・ディップのギネス世界記録が開催され、総勢400人の人々がプライベートゾーン（乳房、お尻など）を隠さず、被服を一切着用していない全裸の状態で参加した。ヌーディストによる海水浴の世界記録はこれまで250人であったため、新記録を達成した。
2012年には、ニュージーランド・ギスボーンでスキニー・ディップのギネス世界記録が開催され、多くの人々が全裸で参加した。また、開催前、カメラ前に立ち、全裸の状態で両手を挙げたままジャンプすることが行われた。公式ビデオでは性器が丸出しになっていること、尻が揺れていることが確認できる。また、ビデオ内ではモザイクは一切かかっていない。待機中と海から砂浜に戻る際は、片手または両手で陰部を隠す、バスタオルで裸体を覆ったり、ボトムスのみ着用して乳房を出したトップレスの状態の人が多く見かけられた。お尻を含めて裸をまったく恥ずかしからず、すべて丸出しの状態になった人も少なからずいた。参加後は団体から黒のTシャツが配布された。

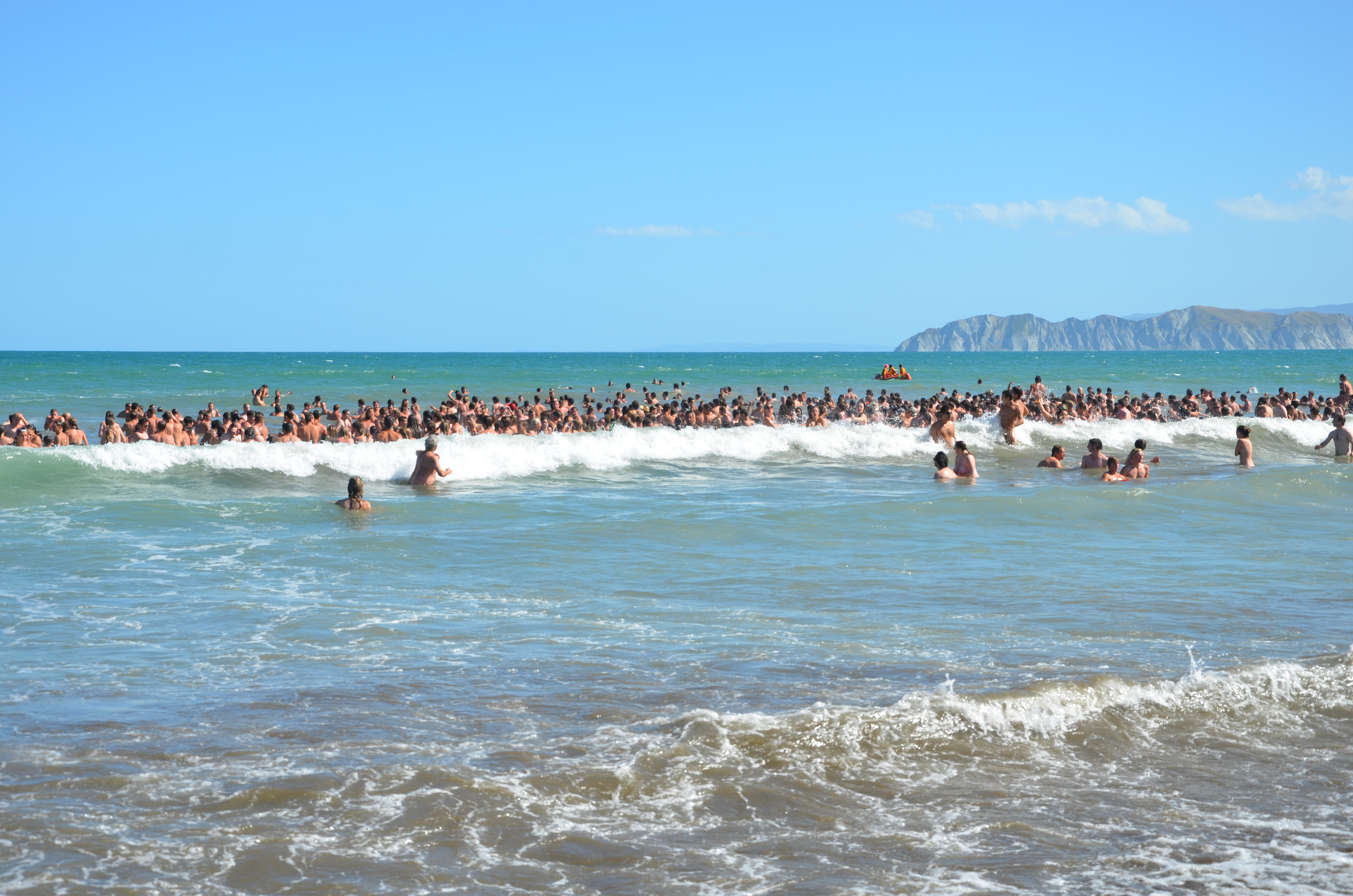
ギスボーンの海岸で「Skinny Dip World Record Attempt」に参加する人たち（2013年）

2013年7月21日、スペインで新記録（729人）が樹立された。12月31日には、ニュージーランドのFMラジオ番組『The Edge』が主催する「The Edge & BW Summer Festival」というイベントの一環で「Skinny Dip World Record Attempt」と題した企画として、ギスボーンの海岸で世界記録が行われ、新記録（745人）を樹立した。
2018年6月9日、ギネス世界記録に挑戦するため、アイルランド・ウィックロー県の海水浴場で2500人以上のがん患者やがんから生還した女性が下着（パンティー、ブラジャー）を含め、被服を一切着用せず、全裸の状態でスキニー・ディップを行う、世界記録が開催された。中にはボディペインティングを施して参加する人もいた。アイリッシュ・タイムズの取材によると、多くの女性が、「本当に人生が変わった」と話していたという。BBC北アイルランドが撮影した動画では「人前で服を脱いで海に入るなんて、初めてだからギョッとするかもしれないけど、ここでは皆が皆を知っているかのように暖かく迎えてくれます。これは素晴らしいことです。」と参加者が話していた。また、このイベントでは、小児がん患者の家族を支援する同国の慈善団体「エイビーンズ・ピンク・タイ」への資金として、29万ユーロ（約3770万円）以上が集まった。BBCニュースの動画では海に入るまでは全裸で日光浴を楽しんだり、乳房を丸出しにしたトップレスで待機する人が多く見かけられた。海へ移動する際は全裸の状態の人が多く見かけられた。インタビューでは、カメラ前では局部や乳房を手や被服で隠しながらも楽しそうに答えていた。

## チャリティー・イベント
イギリス・イングランド北部ノーサンバーランドのドルリッジ湾では「ノースイースト・スキニー・ディップ」という毎年恒例のイベントが開催されている。2013年9月22日には、約200人の男女が日の出の時刻に合わせて全裸になって秋の海に入った。同時に、全裸で同時に海に入る人数の世界記録樹立を目指した。2016年9月25日には、ヌーディストら約500人が一糸まとわぬ姿で参加した。英メディアなどによると、ヌーディストらはちょうど日の出の時刻にあわせ、海に向かって疾走。9月下旬の海水温はかなり低いはずだったが、波打ち際で寝転がったり、ヨガのポーズを取ったりした。

### 日本での開催
なお、2024年5月現在においても、日本で開催されたことはない。

## ギャラリー

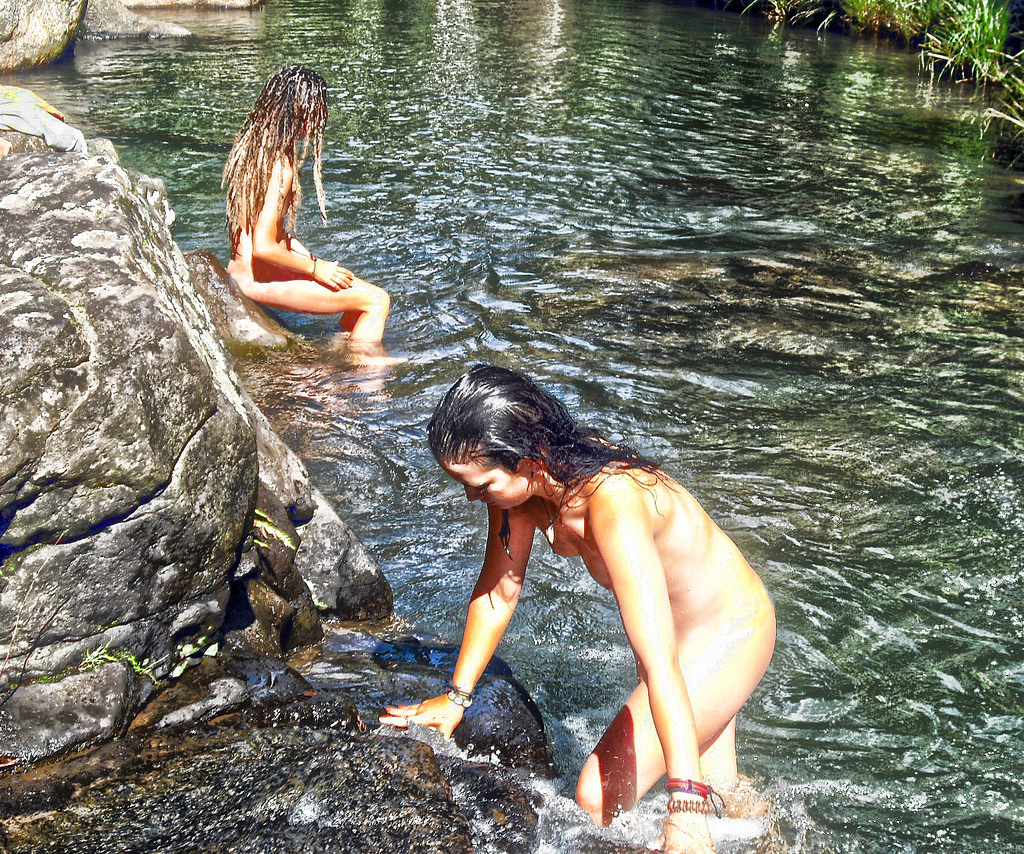
スキニーディップをする2人の女性
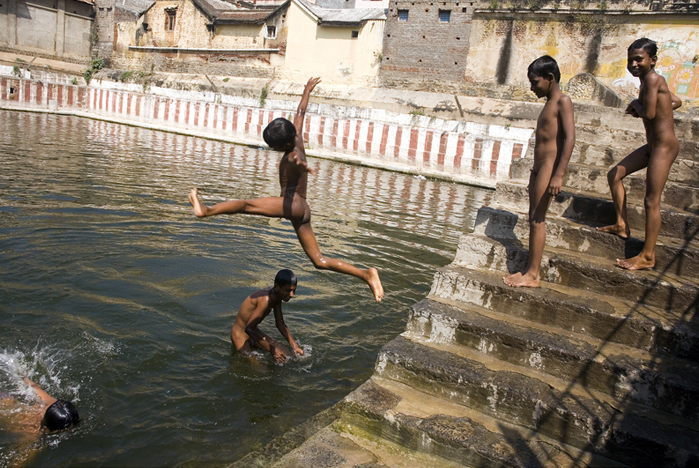
インドでの全裸水泳
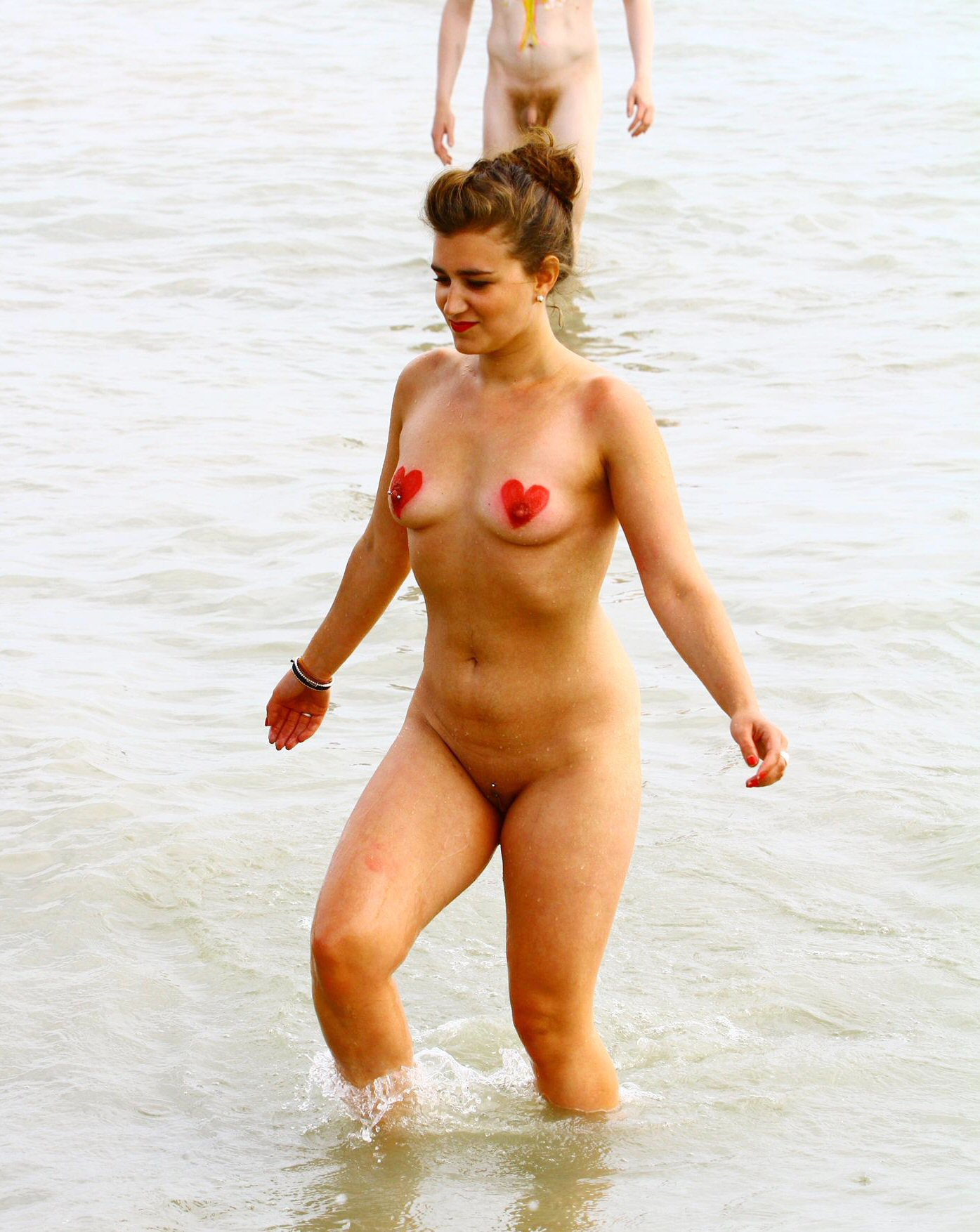
ボディペインティングを施してスキニー・ディップを楽しむ人々 (イギリス・ブライトン)
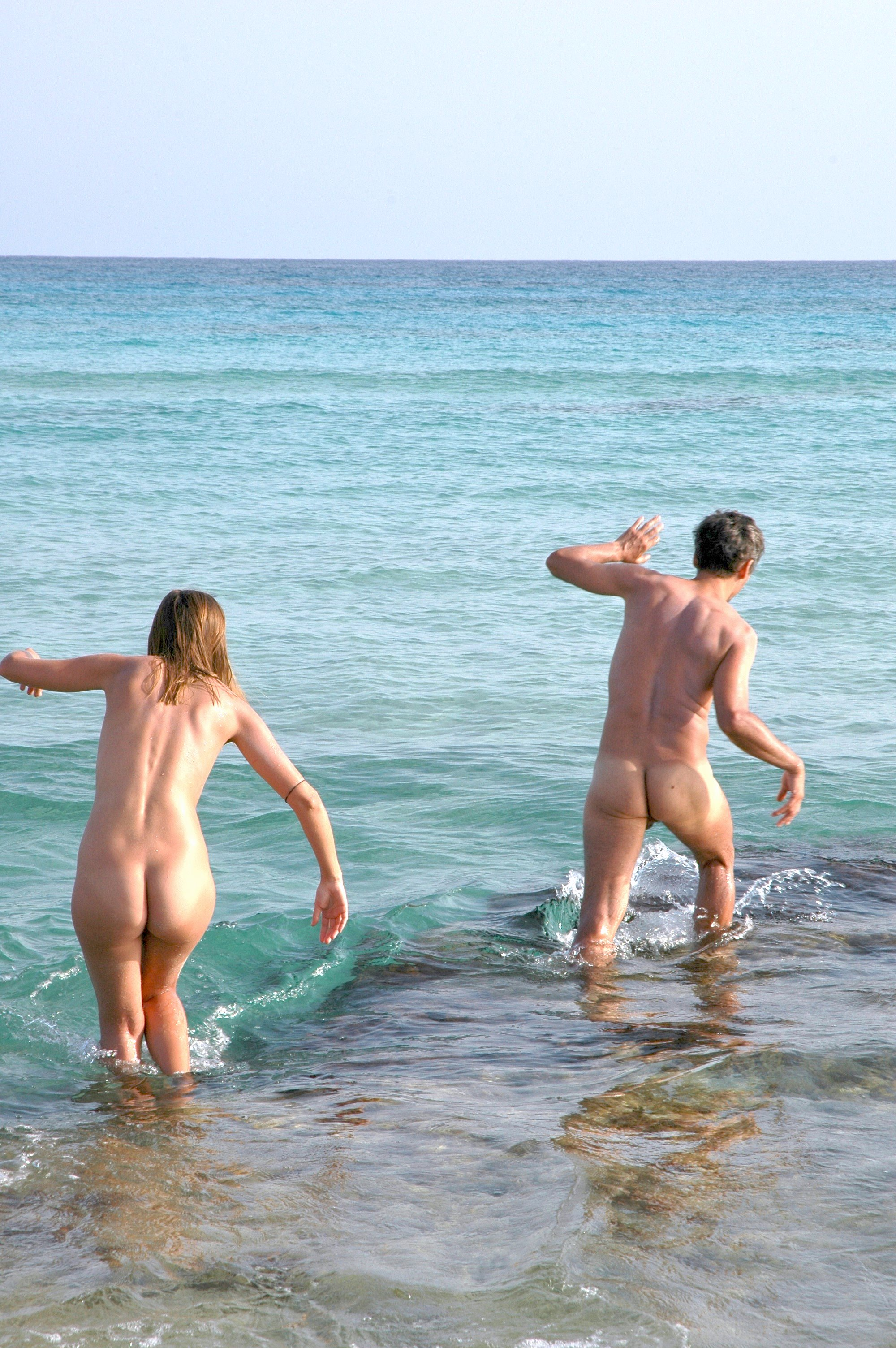
全裸でスキニー・ディップを行う男女 (スペイン・フォルメンテラ島)
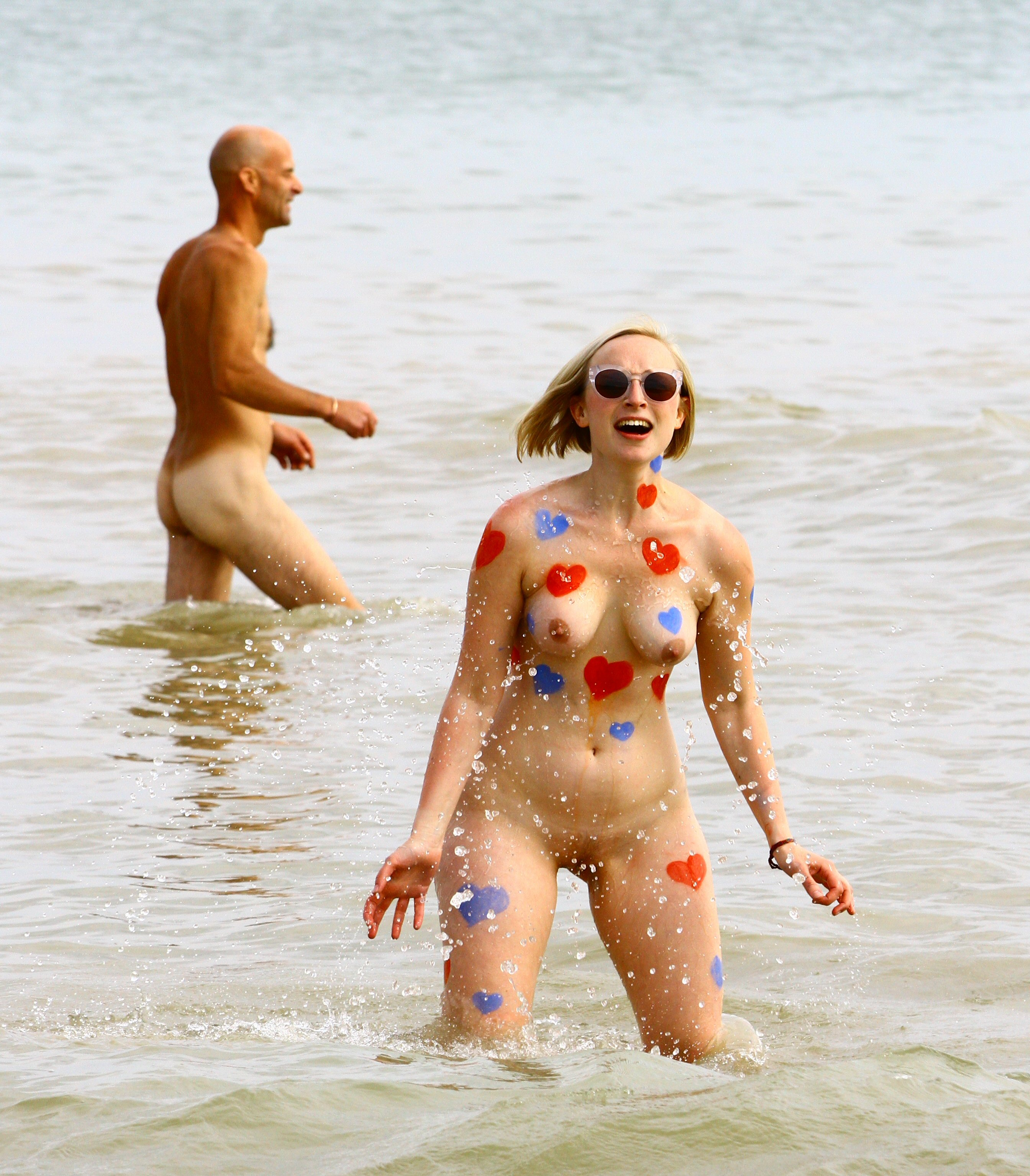
全裸でスキニー・ディップを行う男女 (イギリス・ブライトン)